# Championnat de Guyane de football 2018-2019
Navigation
Édition précédente Édition suivante
La saison 2018-2019 est la cinquante-septième édition du Championnat de Guyane de football de Régionale 1 met aux prises douze clubs pour le titre de champion de Guyane.

## Participants
Un total de douze équipes participent au championnat, dix d'entre elles étant déjà présentes la saison précédente, auxquelles s'ajoutent deux promus de deuxième division que sont le FC Oyapock et l'ASC Ouest qui remplacent l'Olympique de Cayenne, l'EF Iracoubo et le SC Kouroucien, relégués à l'issue de l'édition précédente.
| Équipe               | Classement 2017-2018 | Stade                     | Ville           |
| -------------------- | -------------------- | ------------------------- | --------------- |
| ASC Le Geldar        | 1                    | Stade Bois Chaudat        | Kourou          |
| AS Étoile de Matoury | 2                    | Stade municipal           | Matoury         |
| US Matoury           | 3                    | Stade municipal           | Matoury         |
| ASC Agouado          | 4                    | Stade de Moutendé         | Apatou          |
| AS Grand-Santi       | 5                    | Stade René Long           | Grand-Santi     |
| US Sinnamary         | 6                    | Stade omnisports          | Sinnamary       |
| AJ Saint-Georges     | 7                    | Stade de Baduel           | Cayenne         |
| CSC Cayenne          | 8                    | Stade Georges-Chaumet     | Cayenne         |
| Kourou FC            | 9                    | Stade Bois Chaudat        | Kourou          |
| ASC Remire           | 10                   | Stade Edmard-Lama         | Remire-Montjoly |
| FC Oyapock           | (R2)                 | Stade Grégoire Ho-A-Chuck | Saint-Georges   |
| ASC Ouest            | (R2)                 | Stade omnisports          | Sinnamary       |

| \| Cayenne : CSC Cayenne AJ Saint-Georges Kourou : ASC Le Geldar Kourou FC Cayenne Kourou ASC Agouado US Matoury AS Étoile de Matoury FC Oyapock ASC Remire AS Grand-Santi US Sinnamary ASC Ouest \| Localisation des équipes engagées. |
| Cayenne : CSC Cayenne AJ Saint-Georges Kourou : ASC Le Geldar Kourou FC Cayenne Kourou ASC Agouado US Matoury AS Étoile de Matoury FC Oyapock ASC Remire AS Grand-Santi US Sinnamary ASC Ouest                                          |

| Cayenne : CSC Cayenne AJ Saint-Georges Kourou : ASC Le Geldar Kourou FC Cayenne Kourou ASC Agouado US Matoury AS Étoile de Matoury FC Oyapock ASC Remire AS Grand-Santi US Sinnamary ASC Ouest |

## Compétition

### Format
Les douze équipes affrontent à deux reprises les onze autres équipes selon un calendrier tiré aléatoirement. Les deux dernières équipes au classement sont reléguées en deuxième division. Le dixième de Régionale 1 joue sa place contre une équipe de Régionale 2 (issue d'un barrage entre les deuxièmes de chaque groupe de R2) sur un format aller-retour.

### Classement
Le classement est établi sur le barème de points classique (victoire à 4 points, match nul à 2, défaite à 1).
| \| Rang \| Équipe \| Pts \| J \| G \| N \| P \| Bp \| Bc \| Diff \| \| ---- \| -------------------- \| --- \| -- \| -- \| - \| -- \| -- \| -- \| ---- \| \| 1 \| ASC Agouado \| 73 \| 22 \| 16 \| 3 \| 3 \| 51 \| 25 \| +26 \| \| 2 \| ASC Le Geldar T \| 69 \| 22 \| 13 \| 8 \| 1 \| 53 \| 22 \| +31 \| \| 3 \| AS Étoile de Matoury \| 65 \| 22 \| 12 \| 7 \| 3 \| 43 \| 19 \| +24 \| \| 4 \| US Matoury -1 \| 61 \| 22 \| 13 \| 1 \| 8 \| 40 \| 30 \| +10 \| \| 5 \| Kourou FC \| 50 \| 22 \| 7 \| 7 \| 8 \| 31 \| 36 \| -5 \| \| 6 \| CSC Cayenne \| 49 \| 22 \| 6 \| 9 \| 7 \| 44 \| 48 \| -4 \| \| 7 \| FC Oyapock P -1 \| 48 \| 22 \| 7 \| 6 \| 9 \| 34 \| 41 \| -7 \| \| 8 \| AS Grand-Santi -1 \| 48 \| 22 \| 7 \| 6 \| 9 \| 21 \| 27 \| -6 \| \| 9 \| ASC Remire \| 47 \| 22 \| 7 \| 4 \| 11 \| 28 \| 37 \| -9 \| \| 10 \| AJ Saint-Georges \| 44 \| 22 \| 7 \| 1 \| 14 \| 31 \| 50 \| -19 \| \| 11 \| US Sinnamary -1 \| 39 \| 22 \| 4 \| 6 \| 12 \| 26 \| 38 \| -12 \| \| 12 \| ASC Ouest P -2 \| 30 \| 22 \| 2 \| 4 \| 16 \| 15 \| 44 \| -29 \| | - Champion - Équipe participant au barrage de relégation - Équipes reléguées T : Tenant du titre P : Promu de Régional 2 |     |    |    |   |    |    |    |      |
| Rang | Équipe | Pts | J  | G  | N | P  | Bp | Bc | Diff |
| 1 | ASC Agouado | 73  | 22 | 16 | 3 | 3  | 51 | 25 | +26  |
| 2 | ASC Le Geldar T | 69  | 22 | 13 | 8 | 1  | 53 | 22 | +31  |
| 3 | AS Étoile de Matoury | 65  | 22 | 12 | 7 | 3  | 43 | 19 | +24  |
| 4 | US Matoury -1 | 61  | 22 | 13 | 1 | 8  | 40 | 30 | +10  |
| 5 | Kourou FC | 50  | 22 | 7  | 7 | 8  | 31 | 36 | -5   |
| 6 | CSC Cayenne | 49  | 22 | 6  | 9 | 7  | 44 | 48 | -4   |
| 7 | FC Oyapock P -1 | 48  | 22 | 7  | 6 | 9  | 34 | 41 | -7   |
| 8 | AS Grand-Santi -1 | 48  | 22 | 7  | 6 | 9  | 21 | 27 | -6   |
| 9 | ASC Remire | 47  | 22 | 7  | 4 | 11 | 28 | 37 | -9   |
| 10 | AJ Saint-Georges | 44  | 22 | 7  | 1 | 14 | 31 | 50 | -19  |
| 11 | US Sinnamary -1 | 39  | 22 | 4  | 6 | 12 | 26 | 38 | -12  |
| 12 | ASC Ouest P -2 | 30  | 22 | 2  | 4 | 16 | 15 | 44 | -29  |

### Barrage de relégation
| Équipe           | Aller | Retour | Équipe      | Commentaire |
| AJ Saint-Georges | 4-0   | 3-0    | EF Iracoubo |             |

Avec un résultat cumulé de 7-0 sur les deux rencontres, l'AJ Saint-Georges est maintenue en Régionale 1 tandis que l'EF Iracoubo demeure en Régionale 2.

## Bilan du tournoi
| Championnat de Guyane de football 2018-2019 |                         |
| Champion                                    | ASC Agouado (1er titre) |
| Dauphin                                     | ASC Le Geldar           |
| Qualifications continentales                |                         |
| Promotions et relégations                   |                         |
| Promus en Régional 1                        | Olympique de Cayenne    |
| Promus en Régional 1                        | SC Kouroucien           |
| Relégués en Régional 2                      | US Sinnamary            |
| Relégués en Régional 2                      | ASC Ouest               |